# Pelecyodon
Il peleciodonte (gen. Pelecyodon) è un mammifero erbivoro estinto, appartenente ai pelosi. Visse nel Miocene inferiore (circa 18 milioni di anni fa) e i suoi resti fossili sono stati ritrovati in Sudamerica.

## Descrizione
Questo animale, pur essendo imparentato con gli odierni bradipi, non doveva essere molto simile alle forme attuali. È probabile che il corpo fosse di dimensioni più cospicue e che fosse più massiccio. In ogni caso, Pelecyodon doveva oltrepassare di poco il metro di lunghezza. Il cranio era molto più lungo rispetto a quello degli odierni bradipi; non era presente un diastema (uno spazio tra i canini e i premolari) tipico invece di forme analoghe, e i canini erano corti ma forti e robusti.

## Classificazione
Questo animale venne descritto per la prima volta da Florentino Ameghino nel 1891, sulla base di resti fossili ritrovati in strati del Miocene inferiore in Argentina. Lo studioso intuì le strette parentele del genere Pelecyodon con il gigantesco Megatherium del Pleistocene, e descrisse quattro specie diverse sulla base di vari resti fossili (P. arcuatus, P. cristatus, P. maximus, P. petraeus); è probabile, tuttavia, che non tutte queste specie fossero effettivamente differenti fra loro. La più nota è P. cristatus, conosciuta soprattutto per materiale cranico appartenente a esemplari giovanili. Pelecyodon è considerato vicino all'origine della famiglia dei megateridi (Megatheriidae), nell'ambito del gruppo dei pelosi (Pilosa), mammiferi sdentati attualmente rappresentati dagli attuali bradipi e formichieri. 

## Paleoecologia
È probabile che, date le dimensioni corporee non eccezionali e il peso relativamente ridotto, Pelecyodon e i suoi stretti parenti fossero in grado di arrampicarsi sugli alberi, come i bradipi attuali.